# Maria Szapiro

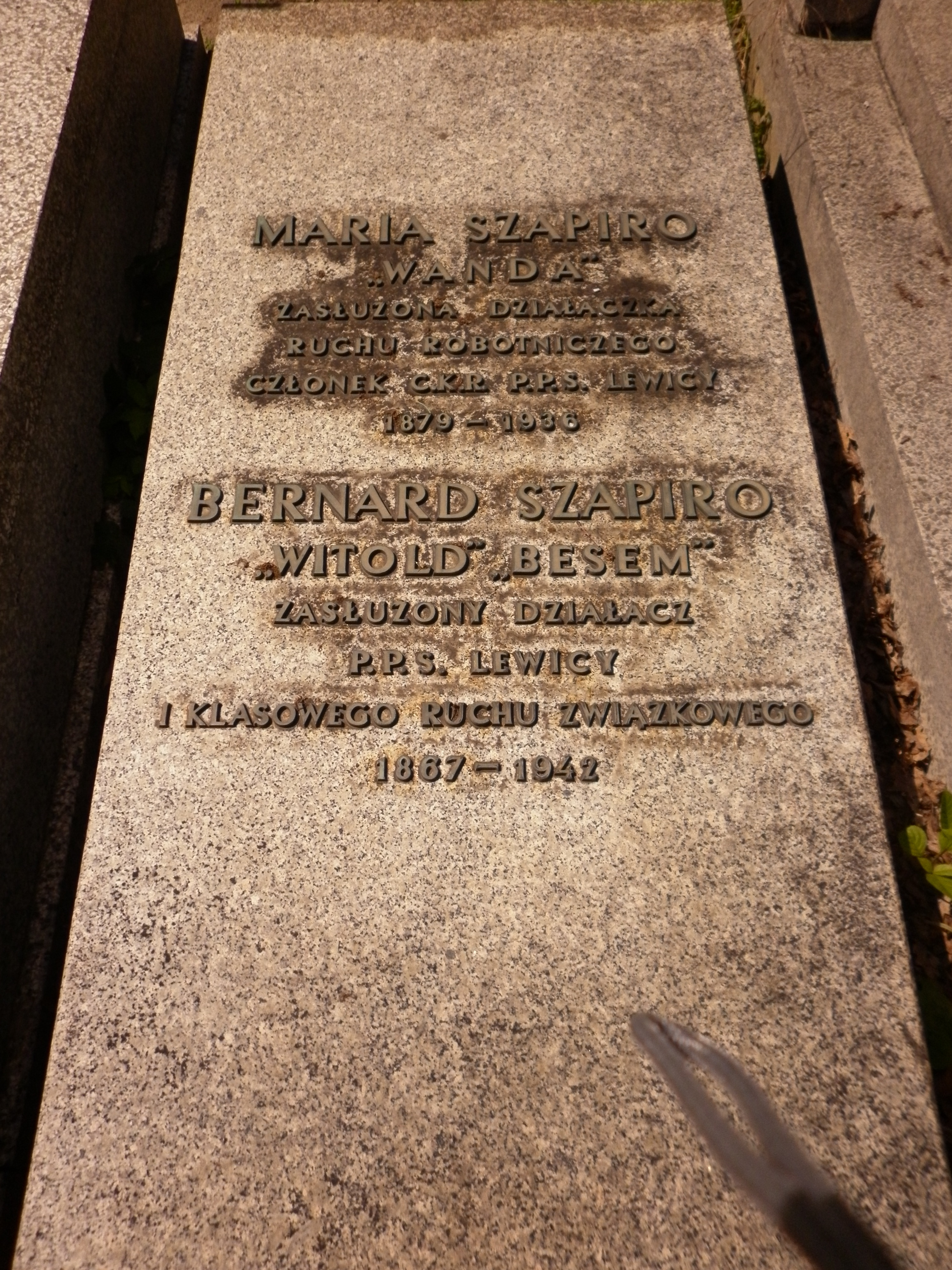
Grób Marii i Bernarda Szapiro na cmentarzu Bródnowskim

Maria Ita Szapiro, z domu Frendzel, ps. Wanda (ur. 15 lutego 1879 w Łodzi, zm. 20 grudnia 1936 w Warszawie) – polska nauczycielka, działaczka ruchu robotniczego, członkini PPS i PPS-Lewicy.

## Życiorys
Córka Wolfa i Gitli z d. Desncynger. Ukończyła gimnazjum w Kaliszu. Po zakończeniu nauki przez kilka lat zajmowała się nauczaniem w szkole początkowej dla biednych dzieci żydowskich w Warszawie, gdzie nielegalnie uczono języka polskiego. W tym samym czasie uczestniczyła w zajęciach „Uniwersytetu Latającego”. Po uzbieraniu funduszy w 1904 wyjechała na studia uniwersyteckie do Zurychu.
W lipcu 1905 jako członkini PPS, pod wpływem wiadomości o rewolucji, powróciła do kraju. 20 sierpnia, została aresztowana na konferencji PPS przy ulicy Mokotowskiej. Zatrzymano wówczas w trakcie ucieczki rannego Józefa Montwiłł-Mireckiego. Została oskarżona o udział w Organizacji Bojowej PPS i uwięziona na „Serbii” do 6 października 1905. Po ogłoszeniu przez cara Mikołaja II „Manifestu październikowego”, została uwolniona za kaucją. Jednak w 25 grudnia 1905 została ponownie aresztowana wraz z wieloma poprzednio zatrzymanymi na Mokotowskiej. W trakcie pobytu w więzieniu odmówiła rozmowy z przedstawicielami Ochrany. Została skazana, w trybie administracyjnym, na pięć lat zesłania na Syberię do Kraju Narymskiego. Wskutek starań obrony oraz świadectwa lekarskiego zmieniono miejsce zesłania do guberni astrachańskiej.
26 sierpnia 1906 została wysłana etapem do Chańskiej Stawki. Niebawem podjęła próbę ucieczki, i na początku stycznia 1907 ponownie pojawiła się w Warszawie. Przystąpiła do PPS-Lewicy i rozpoczęła działalność w Łodzi, wchodząc w skład Łódzkiego Komitetu Robotniczego. Brała udział w jednej z akcji bojowej Milicji PPS-Lewicy na urząd gminny pod dowództwem Stanisława Hempla, celem zdobycia blankietów paszportowych.
Po połowie 1907 zdekonspirowana w Łodzi, przeniosła się do Zagłębia Dąbrowskiego. W styczniu 1908 została aresztowana w Będzinie pod fałszywym nazwiskiem. Była więziona w Będzinie i Piotrkowie, gdzie uczestniczyła w długotrwałej głodówce protestacyjnej. Przewieziona do X pawilonu Cytadeli warszawskiej, 8 maja 1909 została postawiona przed sądem. Oskarżona o przynależność do PPS została skazana na pozbawienie praw stanu i 4 lata katorgi. Po staraniach adwokata Stanisława Patka, zamieniono jej karę na rok i dziewięć miesięcy więzienia z zaliczeniem dotychczasowego aresztu. Jednak zakazano jej zamieszkania w Warszawie oraz guberniach warszawskiej, lubelskiej, piotrkowskiej i siedleckiej. Więzienie opuściła w styczniu 1910. Wyjechała do Wiednia, a następnie Krakowa. Podczas XI Zjazdu PPS-Lewicy w 1912 weszła w skład Centralnego Komitetu Robotniczego. W tym samym roku wyszła za mąż za działacza socjalistycznego Bernarda Szapiro, którego poznała jeszcze trakcie uczestnictwa w Uniwersytecie Latającym.
W grudniu 1917 roku urodziła córkę, Hannę – przyszłą działaczkę komunistyczną Hankę Sawicką. Po 1918 nie wstąpiła do Komunistycznej Partii Robotniczej Polski, choć luźno z nią współpracowała. Zmarła w 1936, pochowana została na cmentarzu Bródnowskim (kw. 20K-3-16).